# Wissenschaftliche Deputation (Preußen)
Die Wissenschaftlichen Deputationen waren zur Zeit der preußischen Reformen von 1810 bis 1816 als Beratungsgremien eingesetzt mit dem Auftrag, die Bildungs- und Universitätsreform vorzubereiten, durchzuführen und auszuwerten.

## Gründung und Struktur
Die Wissenschaftlichen Deputationen (WD) waren als Kommissionen unabhängiger Sachverständiger geplant und gingen auf die Vorstellung des Freiherrn vom Stein zurück, sachkundige Bürger an der Regelung staatlicher Angelegenheiten zu beteiligen.
Wilhelm von Humboldt griff diesen Gedanken auf und entwarf 1809 eine „Instruktion für die Wissenschaftliche Deputation bei der Sektion des öffentlichen Unterrichts“. Diese Sektion war eine der beiden Abteilungen der „Sektion für Kultus und Unterricht“ im preußischen Innenministerium, die von Humboldt geleitet wurde. Sie wurde 1808 gegründet und ging 1817 in einem eigenen Kultusministerium auf.
Die Wissenschaftlichen Deputationen waren in den preußischen Universitätsstädten Berlin, Breslau und Königsberg angesiedelt, wobei die zentrale Deputation in Berlin, die am 2. April 1810 ihre Arbeit aufnahm, die einflussreichste wurde. Als erste  Deputation begann die Königsberger ihre Arbeit am 2. Januar 1810, die neben der Berliner die reichste Tätigkeit entfaltete.
Nach Humboldts Instruktion bestand eine Wissenschaftliche Deputation aus sechs ordentlichen Mitgliedern und einem Direktor, der die Geschäftsführung innehatte. Die ordentlichen Mitglieder sollten verschiedene Fachdisziplinen abdecken, zusätzlich konnten außerordentliche Mitglieder zu spezielleren Gebieten hinzugezogen werden. Direktor der Königsberger Deputation war zeitweise der Pädagoge Johann Friedrich Herbart, während die Berliner von dem Theologen Friedrich Schleiermacher geleitet wurde.
Die Mitglieder waren in der Regel Universitätsprofessoren und zum kleineren Teil Schuldirektoren. Sie versahen die Funktion in der WD nebenamtlich, wobei die ständig tätigen ordentlichen Mitglieder und der Direktor eine finanzielle Aufwandsentschädigung erhielten. Die Mitgliedschaft in der WD galt immer nur für ein Jahr, ein personeller Wechsel wurde bewusst angestrebt. Jedoch konnten die Mitglieder im folgenden Jahr erneut berufen werden, was oft geschah. Innerhalb der Deputation herrschte völlige Gleichberechtigung. Wenn kein Konsens erzielt wurde, wurde abgestimmt, und die Minderheitsmeinung konnte ebenfalls zu Protokoll gegeben werden.
Die Initiative zu den einzelnen Geschäftsvorgängen ging sowohl von der Sektion wie auch von der Deputation aus, wobei schon Humboldt betonte, dass die unaufgeforderte Tätigkeit der wichtigste Teil der Arbeit ist. Als öffentliche Behörde hatte jedermann das Recht, sich in Angelegenheiten an die WD zu wenden, für die sie zuständig war.

## Aufgaben
Die generelle Aufgabe der Wissenschaftlichen Deputationen bestand in der Beratung der vorgesetzten Behörden. Der Aufgabenreich umfasste die Prüfung von Unterrichtsmethoden oder Erziehungssystemen, den Entwurf neuer Lehrpläne und die Beurteilung der vorhandenen, die Auswahl von Lehrbüchern und die Anregung zur Abfassung neuer Lehrbücher, Vorschläge zu Stellenbesetzungen und die Beurteilung von Schriften, die der Sektion eingesandt wurden.
Weiterhin oblag der WD die Prüfung künftiger Kandidaten für das Lehramt an höheren Schulen (Examen pro facultate docendi).
Der Entwurf neuer Lehrpläne gehörte nach der Konstitution der WD im Jahre 1810 zu deren ersten Aufgaben, die sie unabhängig voneinander in Angriff nahmen. Dabei traten zwischen der Berliner und der Königsberger Deputation deutliche Unterschiede zu Tage. Die erarbeiteten Lehrpläne wurden nicht als Norm vorgeschrieben, sondern nur als Empfehlung formuliert.

## Auflösung
Im Jahre 1816 wurden die Wissenschaftlichen Deputationen aufgelöst. Die Aufsicht des gesamten Schulwesens wurde den Konsistorien übergeben, die bei den Regierungspräsidenten angesiedelt waren, und die Grundsatzfragen wurden ab 1817 im Kultusministerium bearbeitet. Die Prüfungsaufgaben wurden ab 1817 von neugegründeten Wissenschaftlichen Prüfungskommissionen wahrgenommen, die oft eine ähnliche Zusammensetzung wie die vorherigen WD hatten. „Damit war eine der fruchtbarsten Errungenschaften der Humboldt-Süvernschen Reform beseitigt. Die Konsistorien wurden mehr und mehr der Hort der immer stärker ihr Haupt erhebenden Reaktion.“